# يان موتشا (لاعب كرة قدم)
يان موتشا (بالسلوفاكية: Ján Mucha)‏ هو لاعب كرة قدم سلوفاكي في مركز حراسة المرمى، ولد في 20 يونيو 1978 في بوينيتسى في سلوفاكيا. شارك مع منتخب سلوفاكيا تحت 19 سنة لكرة القدم ومنتخب سلوفاكيا تحت 21 سنة لكرة القدم ومنتخب سلوفاكيا لكرة القدم. أما مع النوادي، فقد لعب مع فيكتوريا بلزن ونادي بانيك هورنا ونادي روجومبيروك ونادي سلوفان براتيسلافا ونادي نيترا.

## وصلات خارجية
- يان موتشا (لاعب كرة قدم) على موقع قاعدة بيانات كرة القدم.إي يو (الإنجليزية)
- يان موتشا (لاعب كرة قدم) على موقع Soccerway.com (الإنجليزية)
- يان موتشا (لاعب كرة قدم) على موقع اللجنة الأولمبية الدولية (الإنجليزية)
- يان موتشا (لاعب كرة قدم) على موقع أوليمبيديا (الإنجليزية)